# 桑尼赛德车辆段

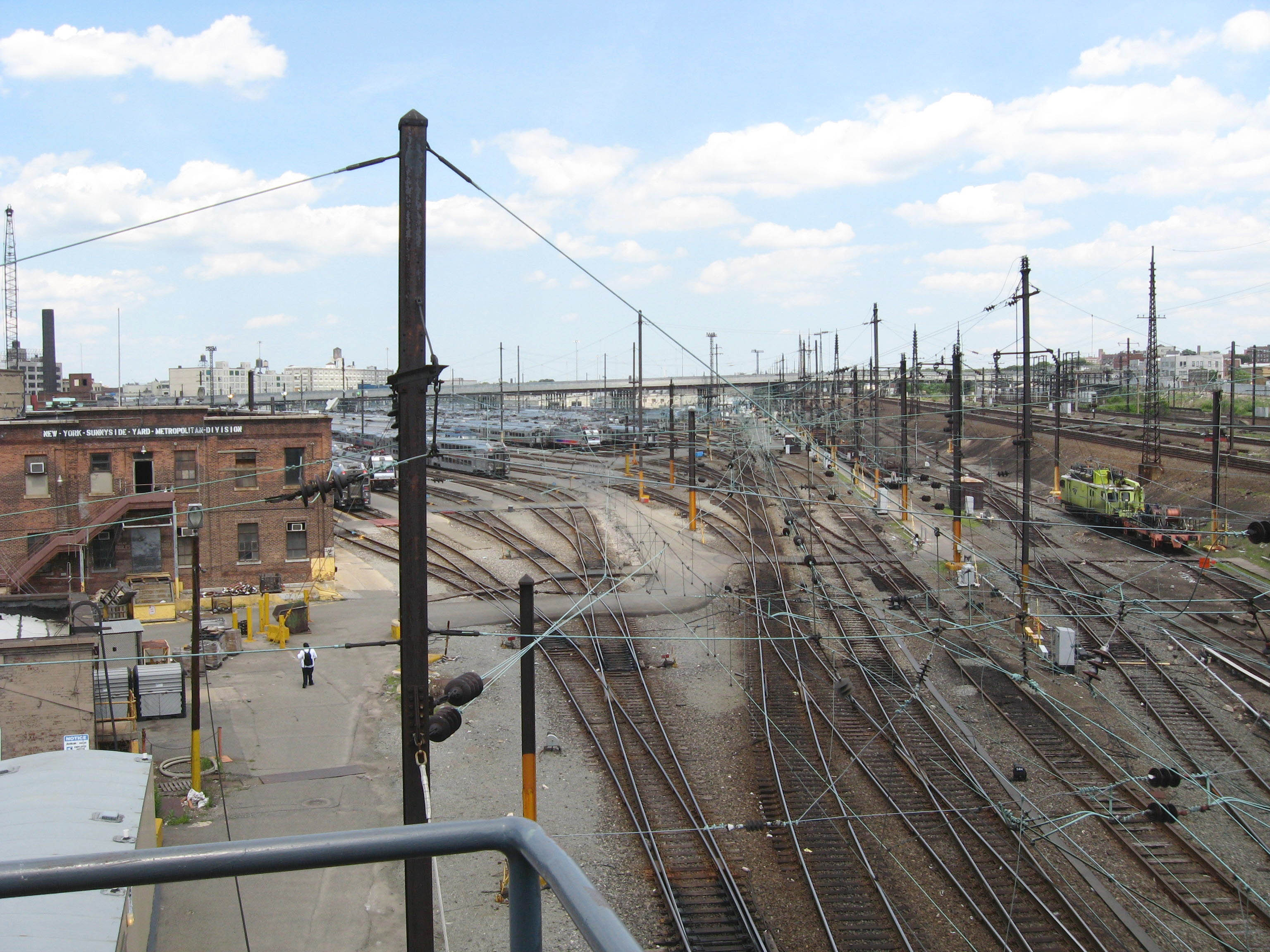
从皇后林荫路观看车辆段的南部

桑尼赛德车辆段（英語：Sunnyside Yard）是位于美国纽约市皇后区桑尼赛德的一个铁路客车车辆段。该车辆段由美铁拥有，不过也由新泽西交通（NJ Transit）使用。从车辆段南边通过的是长岛铁路和東北走廊路轨。车辆段东北有一个環形迴車道（灯泡线）用于车辆进行折返。车辆段西南端通过东河隧道连接纽约宾夕法尼亚车站。